# Kanton Pays de Briey
Pays de Briey is een kanton van het Franse departement Meurthe-et-Moselle. Het kanton Pays de Briey is een van de weinige kantons in Frankrijk die niet vernoemd zijn naar de hoofdplaats. De hoofdplaats van het kanton is Jœuf.

## Geschiedenis
Het kanton is op 22 maart 2015 samengesteld uit een geheel en delen van twee andere op die dag opgeheven kantons: Alle 9 gemeenten van het kanton Briey, 21 gemeenten van het kanton Audun-le-Roman, het gehele kanton met uitzondering van de gemeenten Crusnes, Errouville, Saint-Supplet en Serrouville, en de gemeenten Abbéville-lès-Conflans, Affléville, Béchamps, Fléville-Lixières, Gondrecourt-Aix, Mouaville, Norroy-le-Sec, Ozerailles en Thumeréville van het kanton Conflans-en-Jarnisy.
Op 1 januari 2017 werd de gemeenten Briey, Mance en Mancieulles samengevoegd tot de huidige gemeente Val de Briey. Hierdoor nam het aantal gemeenten in het kanton af van 39 tot 37.

## Gemeenten
Het kanton Briey omvat de volgende gemeenten:
- Abbéville-lès-Conflans
- Affléville
- Anderny
- Anoux
- Audun-le-Roman
- Avillers
- Avril
- Les Baroches
- Béchamps
- Bettainvillers
- Beuvillers
- Domprix
- Fléville-Lixières
- Gondrecourt-Aix
- Joppécourt
- Joudreville
- Jœuf (hoofdplaats)
- Landres
- Lantéfontaine
- Lubey
- Mairy-Mainville
- Malavillers
- Mercy-le-Bas
- Mercy-le-Haut
- Mont-Bonvillers
- Mouaville
- Murville
- Norroy-le-Sec
- Ozerailles
- Piennes
- Preutin-Higny
- Sancy
- Thumeréville
- Trieux
- Tucquegnieux
- Val de Briey
- Xivry-Circourt